# Ahmed Hadj Hamdi
Ahmed Hadj Hamdi, dit Arslane, né le 28 septembre 1931 à Médéa et mort en 1960, est un journaliste, poète et résistant algérien. 

## Biographie
Ahmed Hadj Hamdi fut un poète et militant durant la Révolution algérienne. Il se distingua par son niveau intellectuel et par sa parfaite maîtrise de la langue arabe, ce qui lui a valu d’être admis pour étudier à l’université Zitouna à Tunis, en 1947. À son retour à Médéa, en 1951, il enseigna à l’école Zoubiria et à la mosquée du chahid Si Brahim Bendali. En 1955, il entama son activité politique en rejoignant le FNL.
En 1960, il fut arrêté dans la périphérie de Médéa, où il était venu rendre visite à sa famille, lors d'une opération militaire. Blessé, il est emprisonné, puis fusillé, peu après, au côté d'autres indépendantistes algériens.